# Daru de Baekje
Rey Daru de Baekje (en Hangul:다루왕, ?-77, r. 28–77) fue el segundo rey de Baekje, uno de los tres reinos de Corea. Como primer hijo y sucesor del fundador Onjo, se coronó en el año 10 a la muerte de su padre.
Según Samguk Sagi, Daru ordenó el cultivo de la tierra hacia el sur, y prohibió la fermentación del alcohol en el 38 debido a una mala cosecha. El libro recuerda muchas batallas contra la tribu Malgal durante reinado de Daru, pero es dudoso que se refiera a esta gente exactamente porque los Malgal o Mohe se cree que habitaban alrededor de Manchuria, muy lejos de Baekje y cerca de Goguryeo, uno de tres reinos. Ellos parecen haber permanecido desde el período anterior, incitados por las comandancias chinas para atacar Baekje. Habiendo alcanzado la victoria en 30-31, atacaron Baekje en 55 otra vez.
En 63, Baekje atacó a Silla después de que el rey Talhae de Silla denegó una propuesta territorial. En 64, Baekje era derrotado en la guerra y luego en 66 ganó la fortaleza Wasan que brindaba a Baekje la posibilidad de expandir su territorio hacia el este. A pesar de esto, Baekje falló en establecer un nuevo territorio, debido a los fuertes contraataques de Silla, que resultaron en la pérdida de la fortaleza Wasan en 76.